# ドリュオペー
ドリュオペー（古希: Δρυόπη, Dryopē）は、ギリシア神話の女性である。長音を省略してドリュオペとも表記される。主に、
- ドリュオプスの娘
- レームノス島の女性

のほか数人が知られている。以下に説明する。

## ドリュオプスの娘
このドリュオペーは、河神スペルケイオスとダナイデスの1人ポリュドーレーの子であるオイテー王ドリュオプスの娘。クラガレウスの兄弟か。あるいはオイカーリアー王エウリュトスの娘。オクシュロスの子アンドライモーンと結婚し、アムピッソスを生んだ。ただし息子の本当の父親はアポローンであるという。
コロポーンのニーカンドロスの『変身物語』に基づくアントーニーヌス・リーベラーリスによると、ドリュオペーは普段は父が飼育していた羊の世話をしていたが、ハマドリュアスたち（樹木のニュンペー）から大変に愛されていたため、彼女たちの仲間に加わり、神々への讃歌や舞踏を教わった。あるときアポローンはニュムペーたちと踊っているドリュオペーの姿を見て、彼女に恋をした。そこでアポローンが亀に変身して彼女に近づくと、ドリュオペーはニュムペーたちと一緒になって笑い、亀を玩具にして遊んだ。そこでアポローンは次に蛇に変身した。それを見たニュムペーたちは怖くなって逃げ出した。アポローンが1人になったドリュオペーと交わると、ドリュオペーもまた恐怖して館に逃げ帰った。その後、ドリュオペーはアンドライモーンと結婚し、アポローンの子アムピッソスを生んだ。アムピッソスは膂力に優れた人物に成長し、オイテー山の近くに自分の名前にちなんだ都市を創建し、アポローンの神殿を建設した。しかしドリュオペーが神殿に近づくと、ニュムペーたちが彼女を攫った。そして彼女の代わりに黒ポプラを生えさせ、そのそばに泉を湧き出させた。またドリュオペーをニュムペーに変えた。アムピッソスはハマドリュアスたちに感謝して彼女たちのために神殿を建設し、競技祭を創設した。
後に2人の女性がドリュオペーはニュムペーに攫われたのだから、女たちがこの競技祭に近づくのは神意に反していると主張した。しかしニュムペーたちは彼女たちの主張を正しい考えとは見なさず、モミの木に変えた。
オウィディウスの『変身物語』では異なる物語が語られている。それによるとドリュオペーはアポローン神に純潔を奪われた後にアンドライモーンと結婚したが、ローティスという名前のニュムペーが変身した蓮の花を知らずに手折ったために、樹に変じたという。

## レームノス島の女性
このドリュオペーは、レームノス島の女性である。ウァレリウス・フラックスの『アルゴナウタイ』によると、アプロディーテー（ローマ神話のウェヌス）はドリュオペーに変身して、夫を殺害するようレームノス島の女たちを扇動した。

## その他の女性
- ドリュオプス人の王テイオダマースの子[6]ヒュラースを攫ったニュムペー[7]。
- テーバイの女性。テーバイ攻めの七将と戦ったクロミスの母[8]。
- ニュムペー。ファウヌスとの間にタルクイトゥスを生んだ[9]。